# Vila Cova à Coelheira (Vila Nova de Paiva)
Pour les articles homonymes, voir Vila Cova à Coelheira.
Vila Cova à Coelheira est une paroisse civile portugaise (en portugais : freguesia) de la municipalité de Vila Nova de Paiva dans le district de Viseu.

## Géographie
Vila Cova à Coelheira est arrosée par le Rio Côvo, affluent de la rivière Paiva (en).

## Démographie
Lors du recensement de 2021, Vila Cova à Coelheira compte 940 habitants.